# 울산중부도서관
울산중부도서관은 울산 시립도서관으로 1984년 준공하였으며, 울산교육청으로 운영권을 이관하여 1984년 8월 3일 울산최초 공공도서관으로 개관하였다.
2017년 11월 성남동 시계탑거리38 2층과 3층으로 이전하여 임시도서관으로 운영했다.
2023년 12월을 마지막으로 폐관하였다.
현재 울산 교육청에서 운영하고 있는 도서관은 울주, 남부, 동부도서관만 남아있다.